# Torkom Saraydarian
Torkom Saraydarian (1917–1997) fue un músico armenio-americano y escritor de temática religiosa. Nacido en Turquía de padres armenios , su padre le instruyó desde joven en la enseñanzas de la Sabiduría Eterna (Ageless Wisdom).